# Південна Африка

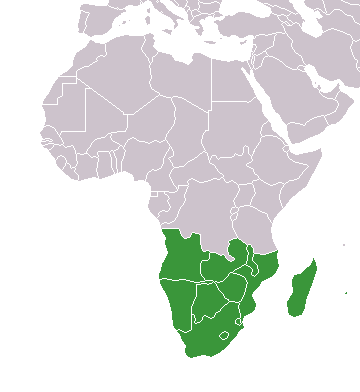
Карта Африки з виділеними країнами Південної Африки

Цей термін може також посилатися на назву країни на півдні Африки. Див. Південно-Африканська Республіка.
Південна Африка — природна область Африки, що розташована на південь від водороздільного плато Конго—Замбезі (південніше 12–13° південної широти). До Південної Африки відносять також острови Мадагаскар, Коморські та Маскаренські.

## Геологічна будова і рельєф
Південна Африка розташована у межах Африканської платформи, являє собою плоскогір'я, відносно знижене в центрі і при підняте по краях до 1500—2000 м, що стрімко спускається до приморських низовин. Береги Атлантичного та Індійського океанів прямолінійні, порізані слабо, мають мало бухт.
Більша частина поверхні вкрита високими рівнинами Калахарі, оточеними плоскогір'ями висотою до 1500—2000 м (у  Драконових горах до 3482 м, гора Табана-Нтленьяна), що переходять на прибережних низовинах Атлантичного та Індійського океанів у Великий уступ. На крайньому півдні Капські гори.

## Клімат
Клімат переважно тропічний пасатний, здебільшого посушливий, на крайньому півдні субтропічний. Опадів від 250—300 мм на рік у західних плоскогір'ях до 500—700 мм на плато та 1000—2000 мм на схилах Великого уступу. Проте в останній час мають місце аномальні природні явища, наприклад, надзвичайно сильні снігопади.

## Річки

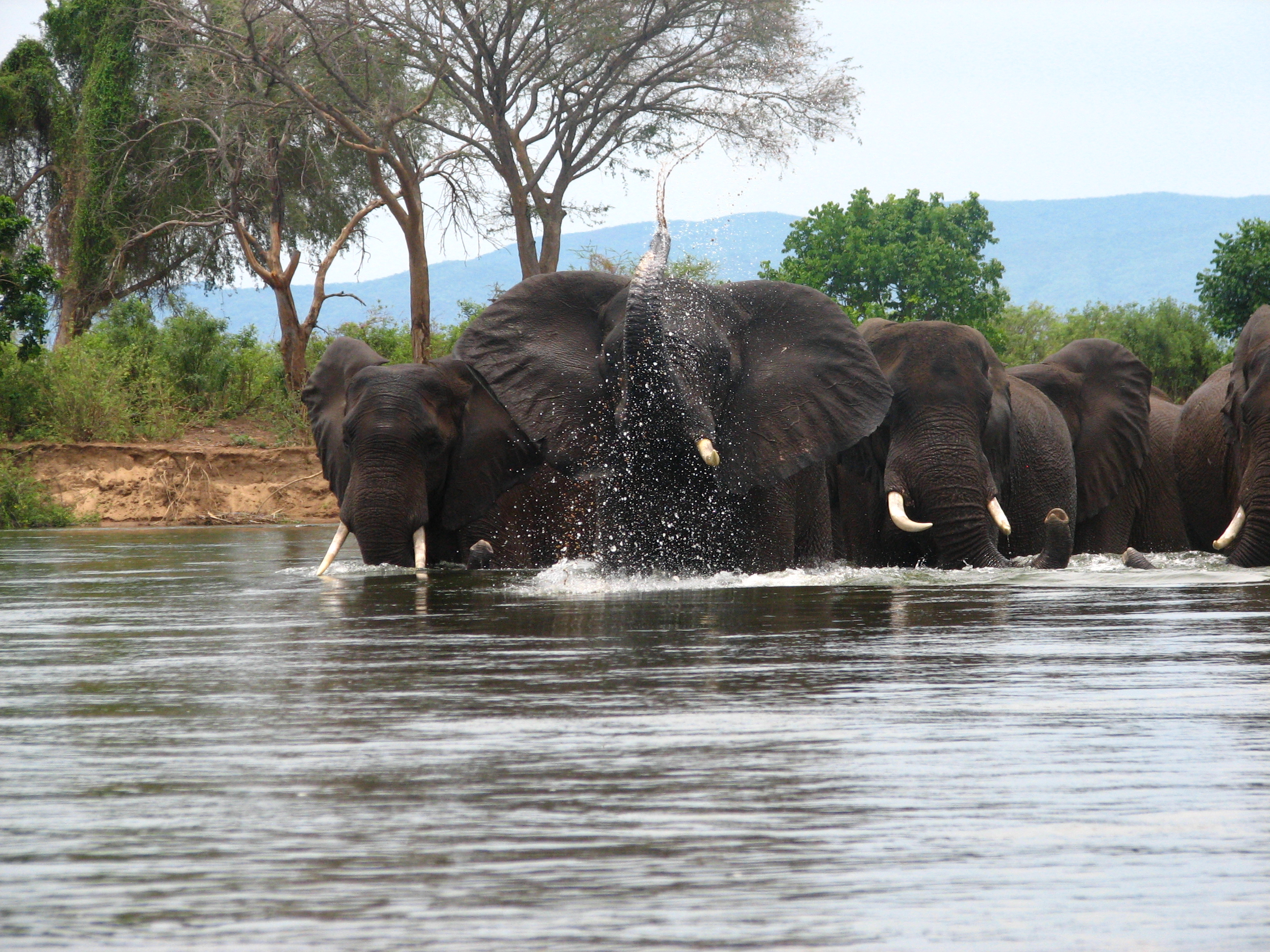
Слони на Замбезі

Великі річки: Замбезі, Лімпопо, Оранжева та Кунене.

## Рослинність
Сухі листопадні тропічні рідколісся, різні типи саван і пустель. На крайньому півдні сухі субтропічні вічнозелені ліси.

## Країни
На території Південної Африки повністю або частково розташовані такі країни:
- Ангола
- Ботсвана
- Замбія
- Зімбабве
- Лесото
- Малаві
- Мозамбік
- Намібія
- ПАР
- Есватіні

На островах — держави:
- Коморські Острови
- Мадагаскар
- Маврикій
- Сейшельські Острови
- Реюньйон

## Колонізація

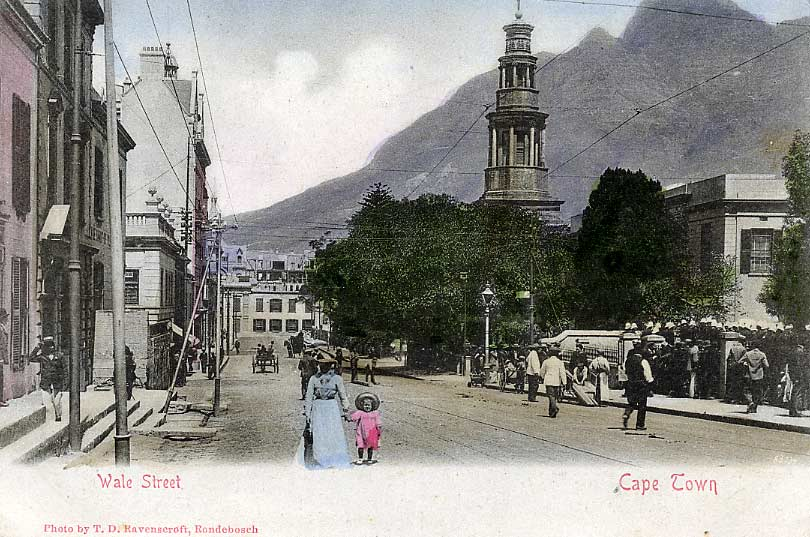
Кейптаун, 1900.

Європейське заселення Південної Африки почалося в середині XVII ст., коли голландські кальвіністи заснували поблизу мису Доброї Надії свою першу громаду, а 1652 р. — місто Капштадт (Кейптаун). Наприкінці XVIII ст. починається захоплення Капської колонії англійцями, що змусило голландських поселенців переселитися на незаймані північно-східні території та заснувати дві незалежні республіки Трансвааль і Оранжеву. Поселенці називали себе бурами (від «boere» — селяни, фермери) або африканерами, оскільки вважали себе громадянами Африки (подібно до американців у США).